# NBT Bank Stadium
O NBT Bank Stadium é um estádio localizado em Syracuse, estado de Nova Iorque, nos Estados Unidos, possui capacidade total para 11.071 pessoas, é a casa do Syracuse Mets, time da liga menor de beisebol International League, também já foi a casa do time de futebol Syracuse Salty Dogs entre 2003 e 2004, o estádio foi inaugurado em 1997.